# Oculina valenciennesi
Oculina valenciennesi is een rifkoralensoort uit de familie van de Oculinidae. De wetenschappelijke naam van de soort is voor het eerst geldig gepubliceerd in 1850 door Milne Edwards & Haime.